# یوان جینگ
یوان جینگ (انگلیسی: Yuan Jing؛ زادهٔ ۲۷ مارس ۱۹۸۷) تیرانداز زن اهل چین است. وی در بازی‌های المپیک تابستانی ۲۰۱۲ حضور داشته‌است.